# Liste des monuments historiques de Tessenderlo
Cette page regroupe l'ensemble des monuments classés de la ville belge de Tessenderlo.
| Objet                                                       | Statut du classement?          | Année de construction/architecte | Section communale | Adresse            | Coordonnées                      | Numéro d'inventaire | Illustration                                                |
| ----------------------------------------------------------- | ------------------------------ | -------------------------------- | ----------------- | ------------------ | -------------------------------- | ------------------- | ----------------------------------------------------------- |
| (nl) Parochiekerk Sint-Martinus                             | OL000042 · OL000642 · OL000665 |                                  | Tessenderlo       | Markt              | 51° 04′ 04″ nord, 5° 05′ 19″ est | 23176               | (nl) Parochiekerk Sint-Martinus                             |
| (nl) Breedhuis                                              |                                |                                  | Tessenderlo       | Markt 10           | 51° 04′ 03″ nord, 5° 05′ 14″ est | 23177               | Téléverser                                                  |
| (nl) Neoclassicistisch dubbelhuis                           |                                |                                  | Tessenderlo       | Markt 11           | 51° 04′ 02″ nord, 5° 05′ 12″ est | 23178               | Téléverser                                                  |
| (nl) Witherenpastorie 1664                                  | OL000903                       |                                  | Tessenderlo       | Markt 21           | 51° 04′ 04″ nord, 5° 05′ 22″ est | 23179               | (nl) Witherenpastorie 1664                                  |
| (nl) Standaardmolen 1845                                    | OL001063                       |                                  | Tessenderlo       | Molenstraat 2      | 51° 03′ 36″ nord, 5° 05′ 28″ est | 23180               | Téléverser                                                  |
| (nl) Kapel Onze-Lieve-Vrouw-van-Zeven-Weeen                 |                                |                                  | Tessenderlo       | Turnhoutsebaan     | 51° 02′ 50″ nord, 5° 00′ 15″ est | 23182               | Téléverser                                                  |
| (nl) "Bierhoeve", hoeve losse bestanddelen                  |                                |                                  | Tessenderlo       | Turnhoutsebaan 20  | 51° 02′ 42″ nord, 5° 00′ 07″ est | 23183               | Téléverser                                                  |
| (nl) Molenaarshuis 1920, van "Baalmolen", windmolen         |                                |                                  | Tessenderlo       | Baalmolenstraat 44 | 51° 04′ 42″ nord, 5° 05′ 03″ est | 23184               | Téléverser                                                  |
| (nl) Langgestrekte hoeve XIX                                |                                |                                  | Tessenderlo       | Steenovenstraat    | 51° 01′ 24″ nord, 5° 03′ 26″ est | 23185               | Téléverser                                                  |
| (nl) Parochiekerk Sint-Lucia                                | OL000879 · OL000926 · OL001239 |                                  | Tessenderlo       | Engsbergseweg      | 51° 01′ 46″ nord, 5° 02′ 39″ est | 23186               | (nl) Parochiekerk Sint-Lucia                                |
| (nl) Windmolen bovenkruier 1826                             |                                |                                  | Tessenderlo       | Smosstraat         | 51° 01′ 55″ nord, 5° 02′ 38″ est | 23188               | Téléverser                                                  |
| (nl) Parochiekerk Onze-Lieve-Vrouw-Onbevlekt-Ontvangen 1929 |                                |                                  | Tessenderlo       | Hulsterweg         | 51° 04′ 10″ nord, 5° 07′ 34″ est | 23189               | (nl) Parochiekerk Onze-Lieve-Vrouw-Onbevlekt-Ontvangen 1929 |
| (nl) Onze-Lieve-Vrouwekapel 1848                            |                                |                                  | Tessenderlo       | Rodeheide          | 51° 04′ 11″ nord, 5° 05′ 49″ est | 23190               | Téléverser                                                  |
| (nl) "Kerkhoeve" of "Kleine Hoeve" 1771                     | OL001064 · OL001065            |                                  | Tessenderlo       | Schoterweg 96      | 51° 04′ 07″ nord, 5° 04′ 19″ est | 23193               | Téléverser                                                  |
| (nl) Hoeve losse bestanddelen                               |                                |                                  | Tessenderlo       | Schoterweg 137     | 51° 04′ 02″ nord, 5° 03′ 09″ est | 23195               | Téléverser                                                  |
| (nl) Parochiekerk Sint-Jozef, neoromaanse kruisbasiliek     | OL001907                       |                                  | Tessenderlo       | St.-Jozefsplein    | 51° 03′ 58″ nord, 5° 02′ 06″ est | 23197               | (nl) Parochiekerk Sint-Jozef, neoromaanse kruisbasiliek     |
| (nl) "Oude Molen", windmolen                                | OL001024 · OL001025            |                                  | Tessenderlo       | Achterheide 7      |                                  | 84273               | Téléverser                                                  |